# Saga dos Inglingos
A Saga dos Inglingos ou Saga dos Ynglingos, também conhecida em português pelo seu nome original Ynglinga saga (em nórdico antigo: Ynglinga saga) é uma saga lendária, escrita em nórdico antigo pelo escritor islandês Snorri Sturluson no século XIII, por volta de 1225. Está incluída no início da obra Heimskringla sobre os antigos reis nórdicos. Narra a parte mais antiga da história da Casa dos Inglingos (Escilfingos de Beovulfo), incluindo uns 30 reis, na maioria míticos ou lendários. Em 1844 foi traduzida e publicada em inglês pela primeira vez.
Para escrevê-la, Snorri citou estrofes do antigo poema solene oral Lista dos Inglingos, atribuído ao escaldo (poeta) norueguês Tiodolfo de Hvinir do século IX, cujo conteúdo também aparece mencionado na História da Noruega do século XII.  O texto é constituído por uma série de pequenas notícias sobre os referidos reis da Casa dos Inglingos, sendo os primeiros personagens míticos ou lendários, e os últimos personagens "possivelmente históricos". O autor começa a saga fazendo uma descrição da chegada dos deuses nórdicos à Escandinávia, vindos da Ásia, e de como o deus Frei fundou a dinastia inglinga dos suíones em Upsália, acentuando desta forma a origem divina dos reis desta dinastia. A narrativa acompanha a linha dos reis suecos desde Ínguino (a personagem humana mais tarde divinizada como o deus Frei) até Ingoldo, o Malfeitor, cujos descendentes se fixaram no século VII na Noruega e fundaram a dinastia a que pertencia o rei norueguês Haroldo Cabelo Belo.
Esta saga foi considerada uma fonte fidedigna desde o século XVI até meados do XIX, mas nessa altura foi sujeita à nova crítica historiográfica e passou a ser vista como uma obra sem valor histórico. A falta de fontes históricas que confirmem esses reis, torna incerta a sua historicidade. Hoje em dia, a Saga dos Inglingos é considerada uma fonte proto-histórica, fornecendo elementos importantes para a compreensão da mentalidade medieval e para o conhecimento da língua nórdica antiga.

## Manuscritos
O manuscrito original da Saga dos Inglingos não sobreviveu até aos nossos dias. Todavia foram feitas 3 cópias desse original, das quais uma sobreviveu até agora – no Códice Frísio (Codex Frisianus de ca. 1325, e duas desapareceram mas foram copiadas antes - Kringla (ca. 1700) e Jöfraskinna (em dois exemplares, ca. 1567-68 e 1698).